# Mitología germana

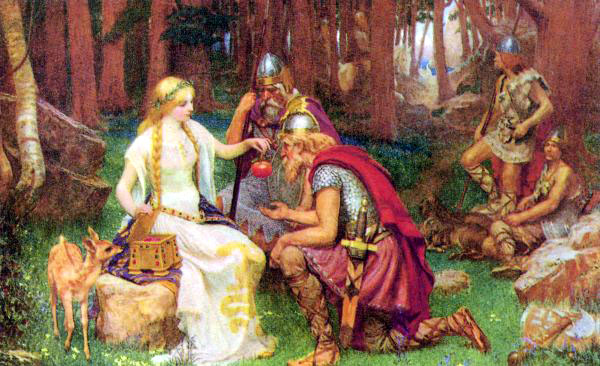
La Mitología Germana establecidos en el sur de la península escandinava

La mitología germana o mitología germánica es el conjunto de creencias profesadas por los antiguos pueblos germánicos antes de su cristianización, en diferentes regiones del Norte de Europa, como la antigua Germania, Escandinavia, Islandia, las islas Órcadas y Shetland, la costa más meridional de Escocia o la parte oriental de Inglaterra. 
La mitología germánica se subdivide, debido a sus múltiples orígenes, en tres grupos diferentes: la anglosajona, que tiene su origen en las tradiciones paganas que portaron los anglos, jutos y sajones a Gran Bretaña durante la colonización de su parte oriental en el siglo VI; la alemana, compendio de creencias que profesaban los pueblos germanos que vivían en la actual Alemania antes de su cristianización; y la nórdica o escandinava, radicada fundamentalmente en Escandinavia y posteriormente en Jutlandia e Islandia, y que fue el último sistema de creencias de origen germánico en ser desplazado por el cristianismo entre los siglos IX y XI, no sin antes recopilarse la mayor parte de sus mitos en los poemas anónimos de la Edda Mayor y, posteriormente, en la prosa de la Edda menor, escrita por Snorri Sturluson en el siglo XIII.

## Contexto y fuentes históricas
La cultura germánica se extendió, en distintas épocas, desde el mar Negro hasta Groenlandia, o incluso al continente norteamericano. Si bien la religión germánica desempeñó un papel importante en la configuración de la civilización de Europa, en tanto los pueblos germánicos del continente europeo y de Inglaterra se convirtieron al cristianismo en tiempos relativamente tempranos, se conoce relativamente menos sobre los dioses a los que solían adorar y las formas de sus cultos religiosos que sobre los de Escandinavia, donde la religión germánica sobrevivió hasta relativamente tarde en la Edad Media.

## Deidades

### Masculinos
Wōðanaz, "señor de la inspiración poética/mántica", "Mercurio germánico", nórdico Óðinn (a menudo adaptado al inglés como Odín o, especialmente en los textos más antiguos, Othin), inglés antiguo Woden, antiguo alto alemán Wuotan.
Þunraz, "trueno", "Júpiter germánico", nórdico Þórr (Thor), germánico occidental Donar, inglés antiguo Þunor.
Tîwaz, dios de la guerra y posiblemente temprano dios del cielo, "Marte germánico", nórdico Týr y posiblemente Tir, inglés antiguo Tiw, antiguo alto alemán Ziu, continúa del indoeuropeo Dyeus.
Ermunaz, dios sajón (especulativo, basado en el Armenon de Nennius). La palabra significa "fuerte" o "exaltado" (antiguo alto alemán Ermen, nórdico antiguo Jǫrmaun o Jörmun, inglés antiguo Eormen).
Wulþuz, "glorioso", posiblemente originalmente un epíteto, mencionado en la chapa de Thorsberg, continuado en nórdico como Ullr.
Ingwaz o Inguz, identificado con el dios abordado como Fraujaz "señor" (antiguo alto alemán Frô, gótico Frauja, inglés antiguo Frēa, nórdico antiguo Freyr).

### Femeninas
Nerþuz, descrita por Tácito como la Madre Tierra, posiblemente continuó en nórdico Njǫrðr (Njord, Njorth).
Frijō, "esposa" (específicamente la esposa de Woðanaz), inglés antiguo Frige, nórdico Frigg, cf. sánscrito Priyā "amante, esposa".
Fraujō, "Venus y Afrodita germanica" hija de Njǫrðr, nórdico Freyja, antiguo alto alemán Frouwa, inglés antiguo Freo que significa "joven", cf. gótico Fráujo "señora, señora", alemán "Frau", sueco, danés y noruego "Fru".
Fullō, diosa –o dios *Fullaz– de la riqueza, abundante. Corresponde al nórdico Fulla.
Wurdiz, "destino", los nórdicos Urðr (Urd, Urth), inglés antiguo Wyrd.
Sōwilō, el Sol, nórdico Sól , inglés antiguo Sunne, antiguo alto alemán Sunna.

## Semi-dioses o héroes míticos
Auzawandilaz, inglés antiguo: Eärendel; nórdico antiguo: Aurvandil; lombardo: Auriwandalo; antiguo alto alemán: Orentil, Erentil; latín medieval: Horuuendillus, la estrella de la mañana.
Gautaz, inglés antiguo: Geat; nórdico antiguo: Gautr, antepasado mítico de las casas reales.
Wēlanduz, inglés antiguo: Weland; nórdico antiguo: Völundr, Velentr; antiguo alto alemán: Wiolant; desde *Wela-nandaz, lit.
"Batalla valiente", un herrero mítico o elfo.
Agilaz, inglés antiguo: Ægil; alemán: Aigil; nórdico antiguo: Egil, un arquero mítico.

## Razas míticas
Thurisaz (gigantes)
Dwergaz (enanos)
Albaz (elfos)
Nikwuz (espíritus del agua)

## Cosmología
Medjanagardaz: mundo habitado
Haljō: inframundo
Muþspell (ver Muspilli y Muspelheim) (cf. interminable mundo desastroso Ragnarok)

## El mundo feérico
Dentro del folclore de los antiguos germanos, los elfos (Elfen o Elben) desempeñaban un importante papel, cuyo nombre está emparentado con el latín albus (blanco). Estos consistían en criaturas blancas y benéficas, que se contraponían a otros seres malignos como los enanos. 
Goethe escribió un poema llamado Erlkönig dedicado al rey de los elfos; sin embargo, "Elvenkönig" es la palabra adecuada para "rey de los elfos" en alemán. Esta confusión surgió debido a que Goethe, al escribir su poema, se inspiró en un poema que Herder llamó "Erlkönig" en alemán debido a que lo tradujo mal de "Ellerkang", que en danés significa "rey de los de siempre".

## Nibelungos, enanos y otros espíritus de la tierra
En el interior de la tierra viven todo tipo de espíritus que se dedican a la minería y la metalurgia. Los enanos (Erdzwerge) son los más conocidos. Se los describe como criaturas de pequeña estatura y aspecto rechoncho, que portan ropas de color gris y marrón, así como capuchas puntiagudas. De hábiles manos, han elaborado múltiples tesoros, que otorgan a los que los encuentren innumerables riquezas y la llave de la soberanía del mundo.

## Botánica oculta
Muy conocida gracias a los cuentos de los hermanos Grimm, Frau Holle (la Dama del Saúco) es una mujer bondadosa, protectora de estos arbustos, que protege a los caminantes y ayuda a los humildes.
Entre otros espíritus de las plantas hemos de citar a los Krawitte, que habitan en los enebros, y los Haselmänchen, cuyo hogar lo constituyen las ramas de los avellanos.

## La brujería en Alemania
La cristianización nunca fue completa en Alemania y durante siglos pervivieron multitud de creencias y ritos paganos. Las tradiciones de la sabiduría popular fueron conservadas por mujeres que vivían al margen de la sociedad medieval y que actuaban ejerciendo como sanadoras, adivinas o incluso parteras. Conforme el poder de la Iglesia y el Papado fue aumentando a lo largo de la Baja Edad Media, disminuyó la tolerancia respecto a aquellas personas situadas fuera del orden establecido, como los herejes (cátaros, husitas) o las brujas, que sufrieron violentas persecuciones. Uno de los grandes hitos en esta ofensiva contra las prácticas de las brujas lo constituyó la publicación en 1487 por parte de los dominicos Heinrich Kramer y Jacob Sprenger del manual Malleus Maleficarum, que constituía un compendio de los procedimientos a seguir en los juicios de brujas.
La Reforma protestante, lejos de acabar con la persecución de las brujas, la hizo aún más cruenta. Se estima que el número de brujas quemadas por las autoridades de la Alemania protestante fue superior al de las víctimas de los Autos de Fe inquisitoriales en toda Europa. Lutero, Calvino y Zuinglio fueron grandes partidarios de la persecución brujeril.
Las brujas alemanas celebraban su aquelarre anual la noche de Santa Walpurgis (30 de abril) en las laderas del monte Harz (que hoy en día separa los Länder de la Baja Sajonia y Sajonia-Anhalt. Goethe describe sus rituales en su obra cumbre, Fausto, en uno de cuyos capítulos hace viajar a este con Mefistófeles (uno de los pseudónimos del diablo) al monte Brockensberg, en el Harz.
Se trata de una fiesta que hunde sus raíces en el antiguo folclore pagano. Originalmente se trataba de una celebración dedicada a la diosa de la fertilidad Walburga y se celebraba, al igual que el Beltaine céltico, la primera luna nueva posterior al equinoccio de primavera. Con la introducción del calendario gregoriano, la fecha de la festividad se fijó de una manera definitiva el 30 de abril.
Con la intención de privar a esta fecha de toda reminiscencia pagana, la Iglesia la consagró a Santa Walpurgis, abadesa del monasterio de Heidenheim (Franconia), que fue canonizada según el 1 de mayo del año 870. Hoy en día se la considera protectora frente al mal de ojo y otras maldiciones de las brujas.

## Las tradiciones mágicas del invierno
Hemos de citar las tradiciones de las Doce Noches (die Raunächte) y la de la Cacería Salvaje (Wilde Jagd), que es el origen remoto del Weinachtsmann alemán y el que posteriormente se convirtió en el Santa Claus estadounidense.

## Influencias del folclore alemán en la literatura y las artes
- Johann Wolfgang von Goethe
- Friedrich Schiller
- Richard Wagner